# Iglesia de Gantiadi
La iglesia de Gantiadi (en georgiano: განთიადის ეკლესია; en abjasio: Ганҭиади иҟоу аныхабаа) son las ruinas una basílica de la iglesia ortodoxa georgiana situada en Gantiadi, en el distrito de Gagra de la de facto independiente República de Abjasia, aunque su estatus de iure está dentro de la República Autónoma de Abjasia, parte de Georgia. La catedral fue incluida en la lista de monumentos culturales inmuebles de importancia nacional en Georgia desde 2007. 

## Historia
Los expertos del campo respectivo han sugerido que se trata de la iglesia construida por el emperador bizantino Justiniano I para las tribus abaza cuando se cristianizaron alrededor del año 543 d. C. Esta iglesia es uno de los templos cristianos más antiguos de Georgia, además del edificio más grande y más complejo de esta época en toda Abjasia. La presencia en una iglesia de reliquias bautismales y tumbas atestigua la importancia del centro religioso y el templo como lugar de peregrinación, siendo presuntamente la primera sede episcopal de los abasios. 
A lo largo de su vida centenaria, la basílica ha sufrido muchas reestructuraciones. La primera reconstrucción, que cambió mucho la apariencia del templo, tuvo lugar alrededor de los siglos VIII-IX que supuso la eliminación del nártex con el pórtico adosado y la construcción de bóvedas de piedra en lugar de techos de madera en los primeros pisos de las naves laterales y la central. En los siglos X-XI, el aspecto del templo volvió a cambiar y se construyó un pórtico-vestíbulo, se realizó un nuevo piso con un pavimento de ladrillo y una capa de hormigón a la cal suelta.  
En 1576 fue parcialmente destruida por los invasores otomanos.   

## Arquitectura

Planta de original de la iglesia de Gantiadi

La iglesia es una basílica de tres naves y tres ábsides, con un nártex y un pórtico adosado. Fue construida de piedra caliza labrada de tamaño mediano, y tiene unas dimensiones generales de 27,5 × 16,8 m. El ábside central está bien conservado, así como el muro occidental de la nave central, el muro sur y la arcada de la nave sur. Las bóvedas de la basílica se derrumbaron, pero sí se conservaron las transiciones de los muros a las bóvedas. La coexistencia de una capilla bautismal y una conmemorativa en un edificio es un rasgo característico de la construcción cristiana primitiva. Otra característica rara e interesante de la iglesia de Gantiadi es que su ábside central está adelantado en relación con los ábsides laterales, y las caras extremas no son paralelas, sino estrechadas.
En ausencia de la decoración de la fachada, pero gracias a los ábsides salientes, las naves laterales ampliadas, el pórtico, la alternancia rítmica de las puertas y las grandes ventanas, las hileras de mampostería de piedra labrada, el templo se distinguió por la plasticidad y expresividad de las fachadas. El techo a dos aguas de la basílica, cubierto con tejas naranjas brillantes, creó un efecto de color adicional.
En las ruinas de la basílica se encontró un fragmento de lápida con inscripción uncial griega en alfabeto asomtavruli cuyo origen se remonta al siglo VI. Parece más que probable que la inscripción pertenezca a la tumba de un dignatario clerical o secular de Abjasia cuyo nombre se ha perdido.

## Controversia
El territorio está actualmente ocupado por Rusia, por lo que es imposible estudiar y realizar las obras respectivas. La iglesia está en una condición física pesada y necesita trabajos urgentes de conservación y restauración. En la actualidad solo quedan en pie las ruinas de la basílica. 

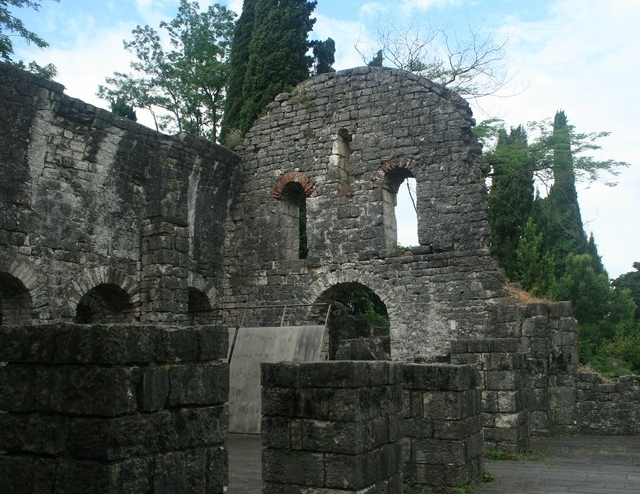
Nave central de la iglesia
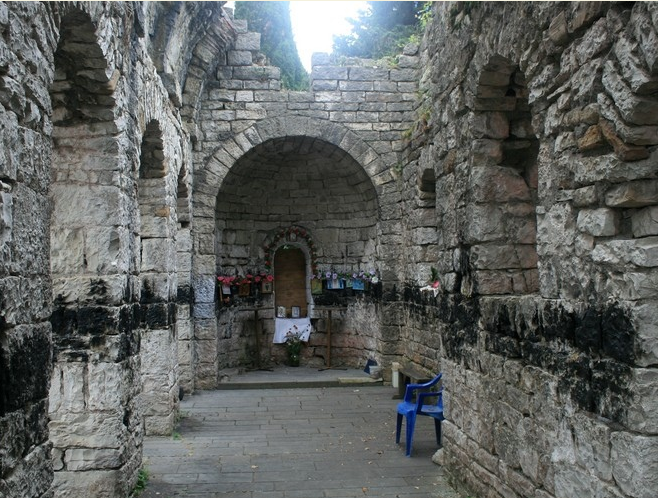
Nave sur
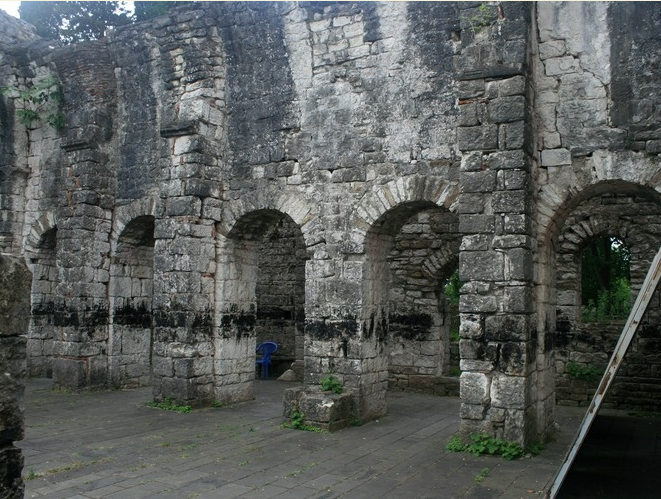
Muro entre las naves central y sur tras la reconstrucción